# Клеман Ноель
Клеман Ноель (3 травня 1997 , Ремірмон ) - французький гірськолижник, що спеціалізується на слаломі. Багаторазовий переможець етапів Кубка світу. Учасник зимових Олімпійських ігор 2018 року.

## Спортивна кар'єра
Батьки - Жан-Крістоф та Лоранс.

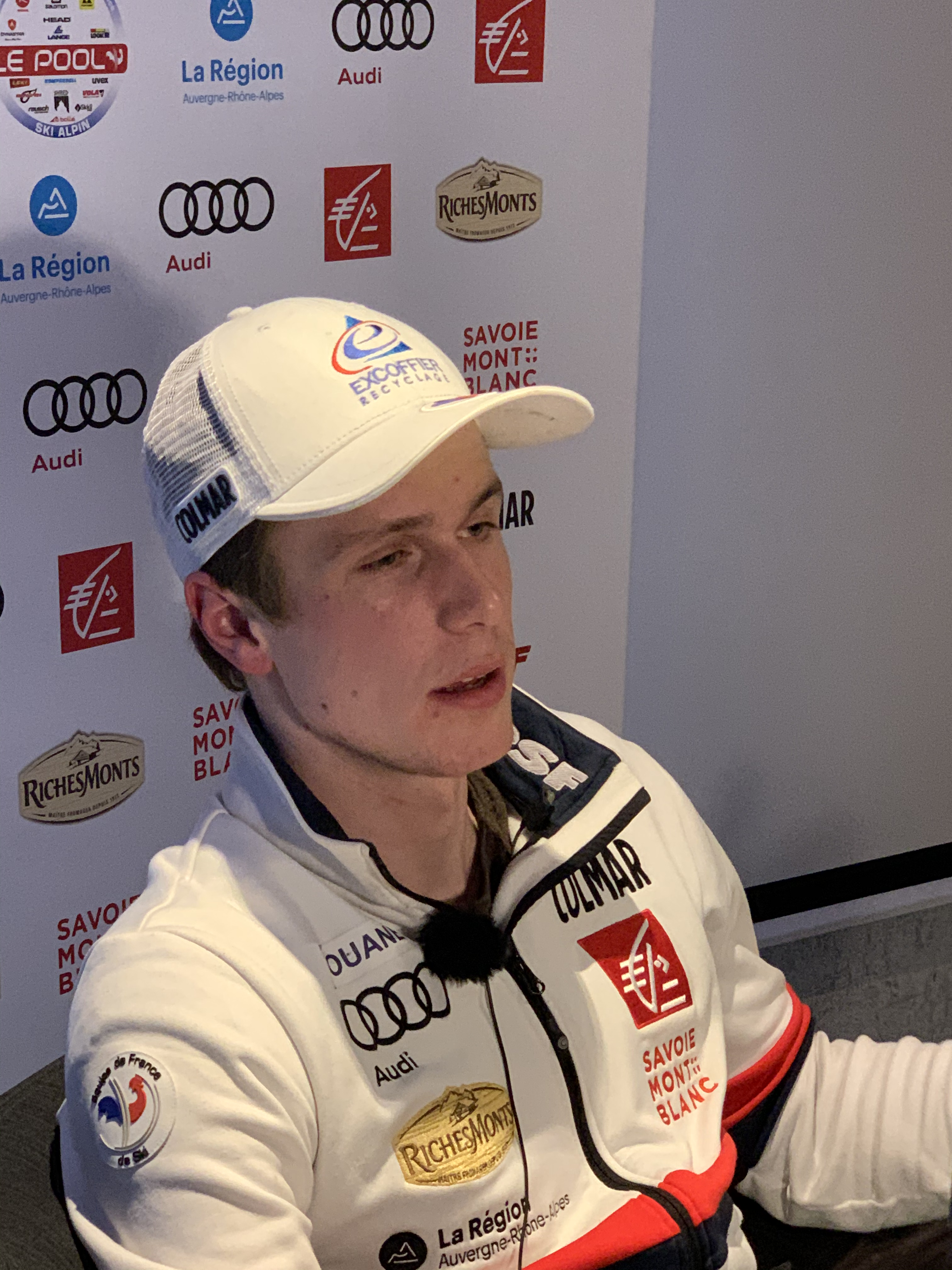
Шамоні, 2020 рік

У змаганнях FIS Клеман Ноель дебютував 26 листопада 2013 року у Валь Торансі, посівши в гігантському слаломі 41-ше місце. У Кубку Європи вперше взяв участь 21 січня 2014 року у Валь-д'Ізері, коли в супергіганті посів 68-те місце. На етапах Кубка світу дебютував 13 листопада 2016 року в Леві, не змігши в слаломі кваліфікуватися на другий заїзд.
13 грудня 2017 року в Обереггені вперше зійшов на п'єдестал пошани в Кубку Європи, посівши в слаломі 3-тє місце, а на наступному чемпіонаті світу серед юніорів у Давосі виборов золоту медаль.
На зимових Олімпійських іграх 2018 у Пхьончхані посів 4-те місце в слаломі.
13 січня 2019 року він уперше зійшов на п'єдестал пошани на етапах Кубка світу. Це сталося в Адельбодені, де на трасі слалому він показав другий час за сумою двох спроб.
20 січня 2019 року на етапі у Венґені він показав найкращий час у слаломі й уперше переміг на етапі Кубка світу. Вже 26 січня він переміг на етапі в австрійському Кіцбюелі. Свою третю перемогу в сезоні виборов на фіналі Кубка світу на курорті Грандваліра Сольдеу в Андоррі, посівши за підсумками сезону друге місце в заліку слалому. На чемпіонаті світу 2019 року у шведському Орі посів 7-ме місце в слаломі.
У сезоні 2019-2020 Ноель виграв три етапи Кубка світу в слаломі і знову за підсумками сезону став другим у заліку цієї дисципліни (550 балів), поступившись лише двома балами Генріку Крістофферсену. У сезоні 2020-2021 Ноель виграв два етапи Кубка світу і став другим у заліку слалому, поступившись австрійцю Марко Шварцу. На чемпіонаті світу 2021 року в Італії невдало виступив у слаломі, показавши лише 21-ий результат.
12 грудня 2021 впевнено виграв етап Кубка світу в слаломі у Валь-д'Ізері, на 1,40 сек попереду шведа Крістоффера Якобсена.

## Результати в Кубку світу
Усі результати наведено за даними Міжнародної федерації лижного спорту.

### Підсумкові місця в Кубку світу за роками
| Сезон |                 |        |                    |             |                  |                         |   |
| Вік   | Загальний залік | Слалом | Гігантський слалом | супергігант | Швидкісний спуск | Гірськолижна комбінація |   |
| 2018  | 20              | 44     | 18                 | —           | —                | —                       | — |
| 2019  | 21              | 11     | 2                  | —           | —                | —                       | — |
| 2020  | 22              | 12     | 2                  | —           | —                | —                       | — |
| 2021  | 23              | 12     | 2                  | 60          | —                | —                       | — |
| 2022  | 24              | 11     | 1                  | —           | —                | —                       | — |

Станом на 12 грудня 2021

### П'єдестали в окремих заїздах
|            |        |    |
| Загалом    | Слалом |    |
| Перемоги   | 9      | 9  |
| П'єдестали | 16     | 16 |

| Сезон |                   |                               |        |      |
| Дата  | Місце пров.       | Дисципліна                    | Місце  |      |
| 2019  | 13 січня 2019     | Адельбоден (Швейцарія)        | Слалом | 2-ге |
| 2019  | 20 січня 2019     | Венґен (Швейцарія)            | Слалом | 1-ше |
| 2019  | 26 січня 2019     | Кіцбюель (Австрія)            | Слалом | 1-ше |
| 2019  | 16 березня 2019   | Сольдеу (Андорра)             | Слалом | 1-ше |
| 2020  | 24 листопада 2019 | Леві (Фінляндія)              | Слалом | 2-ге |
| 2020  | 5 січня 2020      | Загреб (Хорватія)             | Слалом | 1-ше |
| 2020  | 8 січня 2020      | Мадонна-ді-Кампільйо (Італія) | Слалом | 3-тє |
| 2020  | 19 січня 2020     | Венґен (Швейцарія)            | Слалом | 1-ше |
| 2020  | 26 січня 2020     | Кіцбюель (Австрія)            | Слалом | 3-тє |
| 2020  | 8 лютого 2020     | Шамоні (Франція)              | Слалом | 1-ше |
| 2021  | 16 січня 2021     | Флахау (Австрія)              | Слалом | 2-ге |
| 2021  | 26 січня 2021     | Шладмінг (Австрія)            | Слалом | 2-ге |
| 2021  | 30 січня 2021     | Шамоні (Франція)              | Слалом | 1-ше |
| 2021  | 14 березня 2021   | Кранська Гора (Словенія)      | Слалом | 1-ше |
| 2021  | 21 березня 2021   | Ленцергайде (Швейцарія)       | Слалом | 2-ге |
| 2022  | 12 грудня 2021    | Валь д'Ізер (Франція)         | Слалом | 1-ше |

## Результати на чемпіонатах світу
Усі результати наведено за даними Міжнародної федерації лижного спорту.
| Рік  |        |                    |             |                  |                         |                   |   |
| Вік  | Слалом | Гігантський слалом | супергігант | Швидкісний спуск | Гірськолижна комбінація | Командні змагання |   |
| 2019 | 21     | 7                  | —           | —                | —                       | —                 | 5 |
| 2021 | 23     | 21                 | —           | —                | —                       | —                 | — |

## Результати на Олімпійських іграх
Усі результати наведено за даними Міжнародної федерації лижного спорту.
| Рік  |        |                    |             |                  |                         |                   |   |
| Вік  | Слалом | Гігантський слалом | супергігант | Швидкісний спуск | Гірськолижна комбінація | Командні змагання |   |
| 2018 | 20     | 4                  | —           | —                | —                       | —                 | 4 |
| 2022 | 24     | 1                  | —           | —                | —                       | —                 | — |